# NGC 6820
NGC 6820 (nota anche come Sh2-86) è una nebulosa a emissione visibile nella costellazione della Volpetta.
Si trova nella parte centro-meridionale della costellazione, circa 3,5° ad ovest della famosa nebulosa planetaria M27; con un binocolo può essere individuato, per altro con difficoltà, soltanto l'ammasso aperto centrale, NGC 6823, mentre la nube resta invisibile anche tramite l'osservazione diretta al telescopio. L'utilizzo di filtri e l'astrofotografia consentono di poter individuare anche l'alone nebuloso, che si estende per quasi 1°. Il periodo più indicato per la sua osservazione nel cielo serale ricade fra giugno e novembre; la sua osservazione è più facile dall'emisfero boreale.
NGC 6820 è una grande regione H II che circonda l'ammasso aperto NGC 6823; i gas della nube ricevono la luce delle giovani stelle di quest'ammasso, facente parte dell'associazione Vulpecula OB1, ionizzandosi e diventando così luminosi. NGC 6820 si estende per circa 60' nel senso del piano galattico e per circa 25' perpendicolarmente ad esso e mostra sul lato sudorientale delle strutture colonnari che si protendono in direzione dell'ammasso. All'interno della nube sono stati scoperti 49 densi agglomerati gassosi, individuabili tramite osservazioni submillimetriche, come negli infrarossi; questi addensamenti possiedono delle masse comprese fra 14 e 70 M⊙, che potrebbero generare anche stelle di grande massa.
Evidenti indizi della presenza di oggetti stellari giovani sono dati dalla presenza di due oggetti HH, indicati con le sigle HH 165 e HH 365. A questi si aggiungono due nubi di CO e una decina di sorgenti infrarosse individuate dall'IRAS, di cui tre, catalogate come IRAS 19403+2258, IRAS 19411+2306 e IRAS 19415+2312, presentano linee di emissione tipiche delle regioni H II ultracompatte. La sorgente IRAS 19416+2321 invece è legata a un maser che presenta forti emissioni sulla banda dell'ammoniaca.
Secondo uno studio del 2009, la sorgente G59.7+0.1 (IRAS 19410+2336), posta nei pressi della nube, sarebbe uno dei punti di riferimento che indicano l'inizio del Braccio di Orione, distaccandosi dal vicino Braccio del Sagittario; altri studi invece tendono a negare questa teoria, considerando come punto di inizio del Braccio di Orione la grande regione di formazione stellare W51.